# Старий Данциг
Старий Данциг (Альт-Данциг, рос. Старый Данциг, Альт-Данциг, Константиновка, нім. Alt Danzig) — колишнє німецьке село у Карлівській сільській раді Зинов'євського району Кіровоградської області.

## Населення
У 1818 році в поселенні налічувалося 227 мешканців, у 1825 році — 315 осіб, у 1859 році — 463 жителі, у 1886 році — 649 мешканців, дворів- 50, у 1887 році — 504 особи, у 1896 році — 284 особи (136 чоловіків та 148 жінок), дворів — 38, у 1918 році — 350 осіб, у 1924 році — 393 особи (з перевагою населення німецької національности), дворів — 77.

## Історія
Колишнє лютерансько-баптистське поселення, лежало за 15 км південно-західніше Єлизаветграда, біля річки Сугоклія. Лютеранська парафія — Єлизаветград. Центр зародження баптизму серед російських німців, баптистську громаду засновано у 1864 році, у 1870 році тут відбулася конференція баптистів та менонітів. Були лютеранська церква, баптистський молитовний дім, школа. Місце народження баптистського діяча І. Є. Прицкау (1842—1924).
Засноване у 1787 році 29 родинами з околиць Данцига. До 1800 року через велику смертність залишилася 21 родина, у 1803 році прибули 10 сімей з Померанії. У 1811 році було 1 635 десятин, у 1835 році — 1 605 десятин, 26 дворів та 15 безземельних родин.
У 1886 році — німецька колонія Ганнинської волості Єлизаветградського повіту Херсонської губернії. Розміщувалося біля річки Камениста Суклія, були лютеранська парафія, школа.
У 1896 році — німецька колонія Ганнинської волості Єлизаветградського повіту Херсонської губернії. Розміщувалася біля с. Карлівка, був баптистський дім молитви, німецька церковно-парафіяльна школа, в якій навчалося 33 дітей: 14 хлопчиків та 19 дівчаток.
Станом на 1924 рік — сільце Карлівської сільської ради Зинов'євського району Зинов'євської округи Одеської губернії.